# Johannes Kühn
Pour les articles homonymes, voir Kühn.
Johannes Kühn, né le 19 novembre 1991 à Passau, est un biathlète allemand, vainqueur d'une épreuve de Coupe du monde à Hochfilzen lors de la saison 2021-2022.

## Carrière
Membre du club WSV Reit im Winkl, Johannes Kühn commence sa carrière de façon positive en 2009 avec une médaille d'or en relais au Festival olympique de la jeunesse européenne. En 2010, il se montre en remportant deux titres aux Championnats du monde jeunesse en sprint et relais. Un an plus tard, il gagne les titres mondiaux junior de la poursuite et du relais, puis en 2012 le titre européen des moins de 26 ans du relais à Osrblie.
Il fait ses débuts en Coupe du monde en décembre 2012 à Pokljuka, marquant ses premiers points directement avec une 17e place. Sa première performance dans le top dix est une dixième place sur le sprint de Khanty-Mansiïsk en 2015.

### Premiers podiums en Coupe du monde (2018-2020)
Après une cinquième place en Coupe du monde à la mass start d'Antholz, l'Allemand prend part aux Jeux Olympiques d'hiver de 2018, où il court seulement l'individuel qu'il termine 58e.
Il monte sur son premier podium à l'arrivée de la première course de la saison 2018-2019 (l'individuel 20 km), le 6 décembre à Pokljuka, en prenant la 2e place à 4 secondes du vainqueur Martin Fourcade. Kühn monte sur son deuxième podium individuel en janvier 2020 avec une troisième place au sprint d'Oberhof, en Allemagne, lors d'une saison où il établit son meilleur classement général avec le 13e rang.
Il est médaillé de bronze aux Championnats d'Europe en 2021, alors que son meilleur résultat individuel de l'hiver était 18e.

### Première victoire en Coupe du monde (2021)
Le 10 décembre 2021, Kühn décroche la toute première victoire individuelle de sa carrière en Coupe du monde en s'imposant lors du sprint de Hochfilzen devant le Suédois Martin Ponsiluoma et le Biélorusse Anton Smolski. Le lendemain, l'Allemand à l'occasion de faire coup double sur la poursuite, mais après avoir réalisé un sans-faute lors de ses trois premiers tirs il commet trois erreurs sur le dernier debout et ne termine qu'à la 15e place.

## Palmarès

### Jeux olympiques d'hiver
| Épreuve / Édition                | Individuel | Sprint | Poursuite | Départ en masse | Relais | Relais mixte |
| Jeux olympiques 2018 Pyeongchang | 58e        | -      | -         | -               | -      | -            |
| Jeux olympiques 2022 Pékin       | 51e        | 33e    | 12e       | 10e             | -      | -            |

Légende :
- - : Non disputée par Kühn

### Championnats du monde
| Édition / Épreuve       | Individuel | Sprint | Poursuite | Mass start | Relais                    | Relais mixte | Relais mixte simple |
| ----------------------- | ---------- | ------ | --------- | ---------- | ------------------------- | ------------ | ------------------- |
| Östersund 2019          | —          | 23e    | 24e       | —          | —                         | —            | —                   |
| Antholz-Anterselva 2020 | 26e        | 40e    | 28e       | 10e        | —                         | —            | —                   |
| Pokljuka 2021           | 25e        | 45e    | 41e       | —          | —                         | —            | —                   |
| Oberhof 2023            | —          | 8e     | 6e        | 21e        | 5e                        | —            | —                   |
| Nové Město 2024         | 19e        | 14e    | 15e       | 14e        | 4e                        | —            | —                   |
| Lenzerheide 2025        | 12e        | —      | —         | —          | Médaille de bronze, monde | —            | —                   |

### Coupe du monde
- Meilleur classement général : 11e en 2022.
- 21 podiums :
  - 5 podiums individuels : 1 victoire, 1 deuxième place et 3 troisièmes places.
  - 15 podiums en relais : 5 deuxièmes places et 10 troisièmes places.
  - 1 podium en relais mixte : 1 troisième place.

Mis à jour le 22 février 2025

#### Classements en Coupe du monde
| Saison    | Classement général final | Individuel | Sprint | Poursuite | Mass start |
| 2012-2013 | 70e                      |            | 66e    | 64e       |            |
| 2013-2014 | nc                       |            | nc     | nc        |            |
| 2014-2015 | 54e                      |            | 56e    | 45e       | 41e        |
| 2015-2016 | 80e                      | 45e        | nc     |           |            |
|           |                          |            |        |           |            |
| 2017-2018 | 28e                      | 29e        | 21e    | 39e       | 19e        |
| 2018-2019 | 28e                      | 13e        | 26e    | 31e       | 32e        |
| 2019-2020 | 13e                      | 19e        | 10e    | 16e       | 13e        |
| 2020-2021 | 48e                      | 28e        | 50e    | 50e       | nc         |
| 2021-2022 | 11e                      | -          | 6e     | 20e       | 12e        |
| 2022-2023 | 26e                      | 19e        | 24e    | 26e       | 30e        |
| 2023-2024 | 12e                      | 7e         | 8e     | 15e       | 19e        |
| 2024-2025 | 32e                      | 42e        | 35e    | 30e       | 25e        |

#### Victoire
| Saison    | Individuel | Sprint     | Poursuite | Mass start | Total |
| 2021-2022 |            | Hochfilzen |           |            | 1     |
| Total     | 0          | 1          | 0         | 0          | 1     |

Dernière mise à jour 10 décembre 2021

### Championnats d'Europe
- Médaille d'or du relais en 2012.
- Médaille de bronze du sprint en 2021.

### Championnats du monde junior
- 4 médailles d'or : sprint et relais en 2010 (jeunes), poursuite et relais en 2011.
- 2 médailles d'argent : poursuite en 2010 (jeunes) et sprint en 2011.

### IBU Cup
- 3e du classement général en 2015.
- 5 podiums, dont 1 victoire.

### Championnats d'Allemagne
- Champion du sprint en 2018.